# Promachus albitarsatus
Promachus albitarsatus är en tvåvingeart som först beskrevs av Macquart 1834.  Promachus albitarsatus ingår i släktet Promachus och familjen rovflugor.
Artens utbredningsområde är Senegal. Inga underarter finns listade i Catalogue of Life.